# De verraders (boek)
De verraders is het eerste boek van de Nederlandse journalist Willem Oltmans. Het boek kwam in 1968 uit bij uitgeverij Uitgeverij P.R. van Amelrooij.
In dit boek beschreef Oltmans zijn herinneringen aan het Nieuw-Guinea-vraagstuk en gaf hij zijn visie op de buitenlandse politiek van minister Joseph Luns en de geheime diplomatie van Nederlandse industriëlen. Het boek was al voor verschijnen omstreden, omdat het de dekolonisatie van Nederlands-Nieuw-Guinea behandelde, die nog maar zes jaar eerder zijn beslag had gekregen (zie ook de kabinetscrisis over het Nieuw-Guineabeleid in 1951). 
Het was het eerste boek van een reeks waarin Oltmans het Nederlands beleid m.b.t. Nieuw-Guinea aan de kaak stelde en tevens de stelselmatige tegenwerking die hij stelde te hebben ondervonden sinds hij in 1956 de Indonesische president Soekarno had geïnterviewd en in 1957 opsteller en medeondertekenaar was van de Petitie Drost waarin de Tweede Kamer door Nederlanders in Indonesië opgeroepen werd besprekingen met Indonesië aan te gaan. 
Enkele jaren na het verschijnen van het boek zou Oltmans vergeefs een parlementaire enquête naar het Nieuw-Guineabeleid bepleiten en ook zelfs strafvervolging van ex-minister van Buitenlandse Zaken Luns. wegens misleiding van het parlement.